# Upplands runinskrifter 712
Upplands runinskrifter 712 är ett vikingatida runstensfragment av granit i Skeberga, Kungs-Husby socken och Enköpings kommun. Det är en parsten till U 713, som Olev, tillsammans med sina andra bröder, lät resa efter Gerbjörn. Runstenen är 0,95 meter hög, 0,65 meter bred och 0,27 meter tjock. Stenen var försvunnen men återfanns 1965 eller 1966 i en jordbro vid infarten till Skeberga gård. Ristningen attribueras till Balle.

## Inskriften
Translitterering av runraden:
[-laifr · lit raisa · stain · ... ...t · kribior- b·roþur sin] · kuþ[·a]... ... ...isti · s[ti]...
Normalisering till runsvenska:
[O]læifʀ(?) let ræisa stæin ... [a]t Gæiʀbior[n](?), broður sinn goða[n] ... [ri]sti stæi[n].
Översättning till nusvenska:
Olev lät resa stenen efter Gerbjörn, sin gode broder ... ristade stenen.
En alternativ tolkning gör Per Stille som läser kuþ[·a]... som kuþ· [-]... vilket skulle kunna tolkas som  "Guð ..." (Gud).